# Lonsdale (Minnesota)
Lonsdale is een plaats (city) in de Amerikaanse staat Minnesota, en valt bestuurlijk gezien onder Rice County.

## Demografie
Bij de volkstelling in 2000 werd het aantal inwoners vastgesteld op 1491.
In 2006 is het aantal inwoners door het United States Census Bureau geschat op 2761, een stijging van 1270 (85,2%).

## Geografie
Volgens het United States Census Bureau beslaat de plaats een oppervlakte van
3,4 km², geheel bestaande uit land. Lonsdale ligt op ongeveer 322 m boven zeeniveau.

## Plaatsen in de nabije omgeving
De onderstaande figuur toont nabijgelegen plaatsen in een straal van 16 km rond Lonsdale.